# كوستاس غونتيكاس
كوستاس غونتيكاس (باليونانية: Κώστας Γόντικας) مواليد 15 مارس 1994 في ماروسي، هو لاعب كرة سلة يوناني. بدأ مسيرته الاحترافية في سنة 2016. يحمل الرقم 17. يبلغ طوله 6 قدم 9 بوصة (2.1 م). لعب مع نادي باناثينايكوس لكرة السلة في الدوري الأوروبي لكرة السلة.

## الإنجازات
- كأس اليونان لكرة السلة الفوز: (2016–17)

## روابط خارجية
- كوستاس غونتيكاس على موقع الاتحاد الدولي لكرة السلة (الإنجليزية)
- كوستاس غونتيكاس على موقع الدوري الأوروبي لكرة السلة (الإنجليزية)
- كوستاس غونتيكاس على موقع كرة السلة الأوروبية.كوم (الإنجليزية)
- كوستاس غونتيكاس على موقع ريلجم (الإنجليزية)
- كوستاس غونتيكاس على موقع بروبوليرز (الإنجليزية)
- كوستاس غونتيكاس على موقع سبورتس رفرنس (الإنجليزية)